# Ключ 151
Ключ 151 (трад. и упр. 豆)  — ключ Канси со значением "боб"; один из 20, состоящих из семи штрихов.
В словаре Канси есть 68 символов (из 49 030), которые можно найти c этим радикалом.

## История
Древняя идеограмма, от которой произошел иероглиф, изображала деревянную чашу с крышкой для приготовления пищи. Иероглиф употребляется также в значениях: «фасоль, горох», «класть (раскладывать) по сосудам мясо».
В качестве ключевого знака иероглиф используется редко.

Вид в Цзягувэнь
Вид в большой печати Чжуаньшу
Вид в малой печати Чжуаньшу

В словарях находится под номером 151.

## Примеры иероглифов
| Доп. штрихи | Иероглифы |
| ----------- | --------- |
| 0           | 豆        |
| 3           | 豇 豈     |
| 4           | 豉        |
| 6           | 豊 豋     |
| 8           | 豌 豍 豎  |
| 10          | 豏        |
| 11          | 豐        |
| 13          | 豑        |
| 18          | 豒        |
| 20          | 豓        |
| 21          | 豔        |

- Примечание: Ваш браузер может отображать иероглифы неправильно.